# Presidenti della Provincia di Siracusa
Elenco dei presidenti dell'amministrazione provinciale di Siracusa.

## Regno d'Italia (1861–1946)

### Governatori (1860–1861)
| Nº | Nº | Ritratto | Nome                                             | Mandato          | Mandato         | Partito           | Note        |
| Nº | Nº | Ritratto | Nome                                             | Inizio           | Fine            | Partito           | Note        |
| -- | -- | -------- | ------------------------------------------------ | ---------------- | --------------- | ----------------- | ----------- |
| 1  |    |          | Corrado Arezzo de Spuches, barone di Donnafugata | 18 giugno 1860   | 2 dicembre 1860 | Garibaldino       | [ 4 ] [ 5 ] |
| 2  |    |          | Niccolò Cusa, barone di Corleone                 | 10 dicembre 1860 | 8 agosto 1861   | Liberale unitario | [ 6 ]       |

### Presidenti del Consiglio provinciale (1861–1928)
| Nº | Nº | Ritratto | Nome                        | Mandato        | Mandato        | Partito              |
| Nº | Nº | Ritratto | Nome                        | Inizio         | Fine           | Partito              |
| -- | -- | -------- | --------------------------- | -------------- | -------------- | -------------------- |
| 1  |    |          | Antonio Sofia               | 1862           | 1863           | ?                    |
| 2  |    |          | Antonio Faila               | 1863           | 1864           | ?                    |
| 3  |    |          | Carlo Papa                  | 1865           | 1866           | ?                    |
| 4  |    |          | Francesco Accolla           | 1866           | 1867           | ?                    |
| 5  |    |          | Rosario Cancellieri         | 1867           | 1868           | Sinistra             |
| 6  |    |          | Corrado Sirugo              | 1868           | 1869           | ?                    |
| 7  |    |          | Gaetano Adorno Zappalà      | 1869           | 1871           | ?                    |
| 8  |    |          | Vincenzo Messina            | 1871           | 1872           | ?                    |
| 9  |    |          | Mario Landolina Interlandi  | 1872           | 1873           | ?                    |
| 10 |    |          | Salvatore Ricca             | 1873           | 1874           | ?                    |
| 11 |    |          | Pietro Landolina Trigona    | 1874           | 1875           | ?                    |
| 12 |    |          | Antonio Faila               | 1875           | 1876           | ?                    |
| 13 |    |          | Michele Tedeschi Rizzone    | 1876           | 1877           | Sinistra             |
| 14 |    |          | Pietro Landolina Trigona    | 1877           | 1878           | ?                    |
| 15 |    |          | Luigi Greco Cassia          | 1878           | 1879           | Centro-sinistra      |
| 16 |    |          | Corrado Arezzo de Spuches   | 1879           | 1882           | ?                    |
| 17 |    |          | Rosario Cancellieri         | 1882           | 1883           | Sinistra             |
| 18 |    |          | Nicolò Bonincontro          | 1883           | 1884           | ?                    |
| 19 |    |          | Luigi Greco Cassia          | 1884           | 1885           | Centro-sinistra      |
| 20 |    |          | Raffaele Caruso             | 10 agosto 1885 | 8 agosto 1887  | Liberale-democratico |
| 21 |    |          | Nicolò Bonincontro          | 8 agosto 1887  | 1888           | ?                    |
| 22 |    |          | Girolamo Accolla            | 1888           | 1889           | ?                    |
| 23 |    |          | Giuseppe Reale              | 1889           | 25 agosto 1890 | ?                    |
| 24 |    |          | Raffaele Caruso             | 25 agosto 1890 | 8 agosto 1892  | Liberale-democratico |
| 25 |    |          | Nicolò Bonincontro          | 8 agosto 1892  | 1893           | ?                    |
| 26 |    |          | Giuseppe Reale              | 1893           | 6 agosto 1894  | ?                    |
| 27 |    |          | Emilio Bufardeci            | 6 agosto 1894  | 5 agosto 1895  | ?                    |
| 28 |    |          | Sergio Sallicano            | 5 agosto 1895  | 1896           | ?                    |
| 29 |    |          | Giuseppe Luigi Beneventano  | 1896           | 1897           | Destra               |
| 30 |    |          | Michele Ciaceri             | 1897           | 1898           | ?                    |
| 31 |    |          | Corrado Rizzone Tedeschi    | 1898           | 1899           | ?                    |
| 32 |    |          | Giovanni Francica Nava      | 1899           | 14 agosto 1900 | Destra               |
| 33 |    |          | Raffaele Caruso             | 14 agosto 1900 | 8 agosto 1904  | Liberale-democratico |
| 34 |    |          | Angelo Majorana Calatabiano | 8 agosto 1904  | 1905           | Liberale-democratico |
| 35 |    |          | Giovanni Francica Nava      | 1905           | 1906           | Destra               |
| 36 |    |          | Federico Cocuzza            | 1906           | 1907           | Sinistra             |
| 37 |    |          | Pasquale Libertini          | 1907           | 1908           | ?                    |
| 38 |    |          | Giovanni Francica Nava      | 1908           | 1909           | Destra               |
| 39 |    |          | Corrado Rizzone Tedeschi    | 1909           | 1910           | ?                    |
| 40 |    |          | Pasquale Libertini          | 1910           | 1911           | ?                    |
| 41 |    |          | Luigi Vinci                 | 1911           | 1912           | ?                    |
| 42 |    |          | Federico Cocuzza            | 1912           | 1913           | Sinistra             |
| 43 |    |          | Pasquale Libertini          | 1913           | 1914           | ?                    |
| 44 |    |          | Antonio Omodei              | 1914           | 1915           | ?                    |
| 45 |    |          | Federico Cocuzza            | 1915           | ?              | Sinistra             |
| ?  |    |          | ?                           | ?              | ?              | ?                    |
| ?  |    |          | Pasquale Libertini          | 16 maggio 1923 | ?              | ?                    |
| ?  |    |          | ?                           | ?              | ?              | ?                    |

### Presidenti della Deputazione provinciale (1889–1928)
| Nº  | Nº | Ritratto | Nome                     | Mandato | Mandato | Partito  |
| Nº  | Nº | Ritratto | Nome                     | Inizio  | Fine    | Partito  |
| --- | -- | -------- | ------------------------ | ------- | ------- | -------- |
| 1   |    |          | Michele Tedeschi Rizzone | 1889    | 1890    | Sinistra |
| 2   |    |          | Alessandro Specchi       | 1890    | 1892    | ?        |
| 3   |    |          | Antonio Bruno Modica     | 1892    | 1893    | ?        |
| (1) |    |          | Michele Tedeschi Rizzone | 1893    | 1894    | Sinistra |
| 4   |    |          | Sebastiano Italia        | 1894    | 1899    | ?        |
| 5   |    |          | Gioacchino Iacono        | 1899    | 1905    | ?        |
| 6   |    |          | Luigi Vinci              | 1905    | 1908    | ?        |
| 7   |    |          | Lorenzo Cocuzza          | 1908    | 1913    | ?        |
| (6) |    |          | Luigi Vinci              | 1914    | ?       | ?        |
| ?   |    |          | ?                        | ?       | ?       | ?        |

## Repubblica Italiana (1946–2015)

### Delegati regionali (1947–1970)
| Nº | Nº | Ritratto | Nome              | Mandato | Mandato     | Partito              |
| Nº | Nº | Ritratto | Nome              | Inizio  | Fine        | Partito              |
| -- | -- | -------- | ----------------- | ------- | ----------- | -------------------- |
| ?  |    |          | ?                 | 1947    | ?           | ?                    |
| ?  |    |          | Marcello Sgarlata | 1959    | 1962        | Democrazia Cristiana |
| ?  |    |          | ?                 | ?       | giugno 1970 | ?                    |

### Presidenti della Provincia (1970–2013)

#### Eletti dal Consiglio provinciale (1970–1994)
| Nº | Ritratto | Ritratto | Nome             | Mandato          | Mandato          | Partito                            |
| Nº | Ritratto | Ritratto | Nome             | Inizio           | Fine             | Partito                            |
| -- | -------- | -------- | ---------------- | ---------------- | ---------------- | ---------------------------------- |
| ?  |          |          | ?                | giugno 1970      | ?                | ?                                  |
| ?  |          |          | Salvatore Aparo  | giugno 1985      | 2 luglio 1990    | Partito Socialista Italiano        |
| ?  |          |          | Armando Foti     | 2 luglio 1990    | 13 novembre 1991 | Democrazia Cristiana               |
| ?  |          |          | Arnaldo La Rocca | 13 novembre 1991 | 14 maggio 1993   | Democrazia Cristiana               |
| ?  |          |          | Salvatore Baio   | 14 maggio 1993   | 11 giugno 1994   | Partito Democratico della Sinistra |

#### Eletti direttamente dai cittadini (1994–2013)
| Nº | Nº             | Ritratto      | Nome                                    | Mandato        | Mandato        | Partito                 | Coalizione            | Elezione |
| Nº | Nº             | Ritratto      | Nome                                    | Inizio         | Fine           | Partito                 | Coalizione            | Elezione |
| -- | -------------- | ------------- | --------------------------------------- | -------------- | -------------- | ----------------------- | --------------------- | -------- |
| ?  |                |               | Mario Cavallaro                         | 15 giugno 1994 | 8 giugno 1998  | Alleanza Nazionale      | Polo del Buon Governo | 1994     |
| ?  |                |               | Bruno Marziano                          | 8 giugno 1998  | 10 giugno 2003 | Democratici di Sinistra | L'Ulivo               | 1998     |
| ?  | 10 giugno 2003 | 27 marzo 2008 | Bruno Marziano                          | 2003           |                | Democratici di Sinistra | L'Ulivo               |          |
|    |                |               | Onofrio Zaccone (Commissario regionale) | 27 marzo 2008  | 17 giugno 2008 | —                       | —                     | —        |
| ?  |                |               | Nicola Bono                             | 17 giugno 2008 | 18 giugno 2013 | Il Popolo della Libertà | PdL-UdC-MpA           | 2008     |

### Commissari straordinari regionali (2013–2015)
| Nominativo                  | Mandato          | Mandato          |
| Nominativo                  | Inizio           | Fine             |
| --------------------------- | ---------------- | ---------------- |
| Alessandro Giacchetti       | 20 giugno 2013   | 17 febbraio 2014 |
| Ettore Leotta               | 24 febbraio 2014 | 28 febbraio 2014 |
| Mario Ortello               | 14 aprile 2014   | 30 ottobre 2014  |
| Nicolò Lauricella (ad acta) | 30 ottobre 2014  | 9 dicembre 2014  |
| Rosaria Barresi             | 9 dicembre 2014  | 8 aprile 2015    |
| Nicolò Lauricella (ad acta) | 8 aprile 2015    | 29 aprile 2015   |
| Giovanni Corso              | 29 aprile 2015   | 31 luglio 2015   |